# Alcudia Express
Die Alcudia Express ist eine RoPax-Fähre der Hansa-Klasse.

## Geschichte
Das Schiff wurde als Finnhansa auf der polnischen Werft Stocznia Gdanska in Danzig für die finnische Reederei Finnlines gebaut und im Juli 1994 fertiggestellt. Am 3. August 1994 übernahm OY Finncarriers das Schiff in Helsinki und setzte es ab dem 10. August 1994 zwischen Lübeck (Nordlandkai) und Helsinki ein. Die Schiffstaufe der Finnhansa fand jedoch erst am 19. September 1994 durch Frau Marjatta Jouhki in Helsinki statt.
Ab dem Jahr 2000 war die Fähre für Finnlines OY, Helsinki, registriert und bediente die Strecke Travemünde–Helsinki. Im April 2009 wurde sie an den Finnlines-Mutterkonzern Grimaldi überstellt und bediente unter dem Namen Euroferry Sicilia die Route Genua–Catania. Ab dem 28. Juli 2010 verkehrte das in Transrussia umbenannte Schiff als Ersatz für die Translubeca unter deutscher Flagge wieder in der Ostsee zwischen Lübeck und St. Petersburg. Anfang 2014 ging das Schiff wieder als Finnhansa an Finnlines in Helsinki. Am 28. Oktober 2014 kaufte Grimaldi Group das Schiff und benannte es im November in Euroferry Egnazia um. Ab dem 23. Dezember 2014 bedient das Schiff die Route von Patras nach Brindisi. Im Sommer wurde es nach Spanien verlegt und dort von Trasmediterránea im Fährverkehr mit den Balearen eingesetzt. Ende Januar 2022 wurde es in Ciudad de Alcudia umbenannt und unter die spanische Flagge gebracht.
Im März 2024 wurde die Fähre durch die Ciudad de Sóller ersetzt und anschließend nach Ägypten verkauft. Sie verkehrt als Alcudia Express im Roten Meer zwischen Safaga in Ägypten und Duba in Saudi-Arabien.

## Technische Daten
Das Schiff ist 183 m über alles lang; es hat eine Breite von 29,10 m und einen Tiefgang von 7,40 m. Es hat eine Tragfähigkeit von 11.602 Tonnen. Der Schiffsrumpf ist mit der Eisklasse 1A Super klassifiziert. Mit den vier Zgoda-Sulzer-Dieselmotoren (Typ: 8ZAL40S) mit einer Gesamtleistung von 23.040 kW erreicht das Schiff rund 21 Knoten.
Für die Passagiere befinden sich ein Restaurant, zwei Saunabereiche mit Whirlpool und Schwimmbecken sowie im Sommer eine Minigolfbahn an Bord des Schiffes.